# Johan de Leeuw (politicus)
Johannes Floris (Johan) de Leeuw (Barneveld, 19 augustus 1953) is een Nederlands ambtenaar en voormalig CDA-politicus.

## Leven en werk
De Leeuw studeerde na het behalen van het gymnasiumdiploma agrarische sociologie aan de Landbouwhogeschool Wageningen. Hij begon zijn carrière als beleidsmedewerker bij het stadsgewest Tilburg. Vervolgens was De Leeuw secretaris van de Nederlandse Christelijke Boeren- en Tuindersbond. Tussen 1981 en 1984 was hij de eerste CDJA-voorzitter. Van 3 juni 1986 tot 1 december 1991 was hij lid van de Tweede Kamer. Daarna vervulde hij leidinggevende ambtelijke functies bij een aantal overheidsorganisaties. Zo was hij directeur-generaal van de Nederlandse Voedsel- en Warenautoriteit en inspecteur-generaal van de Inspectie Verkeer en Waterstaat. Van 1 september 2008 tot 1 september 2012 was De Leeuw secretaris-generaal van het ministerie van Sociale Zaken en Werkgelegenheid. Vanaf 1 april 2012 is hij voorzitter van het College voor de toelating van gewasbeschermingsmiddelen en biociden. Van 2012 tot 2016 was De Leeuw TOP Consultant bij de Algemene Bestuursdienst. Sinds februari 2020 is hij bestuurslid bij de Nederlandse Emissieautoriteit.
- Parlement.com: vg09lloazsxw